# دي تسي
دي تسي هو مزمار صيني وآلة نفخية تنتشر في الصين على نطاق واسع. وتسمى ب«تشو دي» أيضا معناها مزمار خيزراني لأنها مصنوعة من الخيزران الطبيعي. يرجع تاريخ آلة دي تسي إلى ما قبل سبعة آلاف سنة رغم صغر حجمها وبساطة تكوينها. وكانت في الأصل مصنوعة من عظام الحيوانات وأصبحت تصنع من الخيزران قبل حوالي 4500 سنة. وفي أواخر القرن الأول قبل الميلاد كانت تسمى ب«هنغ تشوي» وتحتل مكانة مهمة في موسيقى الطبول والنفخ. ومنذ القرن السابع تطورت هذه الآلة مرة ثانية وتعززت قوة تعبيرها وتقدمت فنون عزفها إلى مستوى عال. وفي القرن العاشر أصبحت آلة دي تسي آلة موسيقية رئيسية لمصاحبة الغناء والأوبرات المحلية والأوبرات القومية.